# TAMM
TAMM war ein deutscher Counter-Strike-Clan, der 1999 gegründet wurde und sich 2001 nach internen Differenzen auflöste. Er gilt als einer der Pioniere des deutschen E-Sports.
Von fast 80 Spielen in der ClanBase-5on5-Ladder gewann die Mannschaft jedes einzelne. Dieser herausragenden Leistung hat TAMM einen legendären Ruf zu verdanken. TAMM gewann außerdem das 2. GameStar-Clanturnier, das damals insbesondere aufgrund der Berichterstattung in der GameStar-Zeitschrift samt Videospielausschnitten auf CD als besonders bedeutend galt. Im ClanBase EuroCup III sowie bei den PC Action Masters erreichte TAMM den zweiten Platz. Der Clan stellte auch die absolute Mehrheit der  Spieler des deutschen Counter-Strike-Nationalteams (Sebastian „sebbo“ Bug, Sebastian „allanon“ Orth, Peter „chucky“ Schlosser und Jan „moon“ Stolle). Einzig Marc 'Gotteshand' Oberhäusser, dem fünften Mitglied dieser Formation, blieb diese Berufung verwehrt. 
Besondere Aufmerksamkeit erhielt der Clan durch das von den Spielern geschriebene offizielle Handbuch zum Spiel Counter-Strike, das auch weitreichende taktische Grundlagen enthielt. Über einige Monate hinweg veröffentlichte auch die GameStar die Taktiken des Proficlans für verschiedene Karten.
Nach der Auflösung des Teams formierten sich einige der ehemaligen Mitglieder unter dem Namen Perdox neu und stellten nach erneuter Auflösung die Basis des ersten Teams von e.sports united. Einige ehemalige TAMM-Spieler spielten später bei Team Alternate, dem Werksteam des Computerversandhändlers Alternate.
Der Name des Clans geht auf die Ortschaft Tamm zurück, aus der ein Teil der Gründungsmitglieder stammt.